# Stevenage F.C.
Stevenage Football Club er en engelsk fodboldklub fra byen Stevenage i countyet Hertfordshire. Klubben spiller i landets tredjebedste række, League One, og har hjemmebane på Broadhall Way. Klubben blev grundlagt i 1976.
Blandt klubbens største triumfer nogensinde kan nævnes FA Cup-sejren over Premier League-klubben Newcastle United den 8. januar 2011. Derudover har holdet to gange vundet den officielle pokalturnering for klubber uden for de fire bedste rækker, det såkaldte FA Trophy.

## Kendte spillere
- D.J. Campbell
- Leon Cort
- Steve Guppy